# 10年ぶりに再会したクソガキは清純美少女JKに成長していた
『10年ぶりに再会したクソガキは清純美少女JKに成長していた』（じゅうねんぶりにさいかいしたクソガキはせいじゅんびしょうじょジェーケーにせいちょうしていた）は、館西夕木による日本のライトノベル。小説投稿サイト「カクヨム」にて2020年8月10日から連載中。単行本は2022年10月よりオーバーラップ文庫（オーバーラップ）から出版されている。イラストはひげ猫。
緑青黒羽による漫画版が2024年12月20日から『コミックガルド』（同社）で連載中。

## 登場人物
有月勇（ありつき ゆう）
本作の主人公。高校卒業後に上京して中堅食品メーカーに就職するもブラック企業だった。退職して10年ぶりに静岡県富士宮市にある実家に帰省する。帰省後は実家経営の喫茶店ムーンナイトテラスで働く。
春山未夜（はるやま みや）
10年前に勇の家に居たクソガキの一人。
10年前(小学1年 7歳)→現在(高校3年 17歳)
勇の母校の北高に通っており、推理小説研究会に所属している。北高三大鉄壁聖女の一人。ムーンナイトテラスの常連。
10年前は家が隣でよく喫茶店や勇の部屋に入り浸っていた。勇の上京後に春山家も少し離れた住宅地に引っ越ししているが、その後も勇の部屋に上がり本を読んだりしていて推理小説にハマる。勇が帰省時に駅でぶつかり再会するも未夜だとわかってもらえなかった。落とした財布を届けに喫茶店へ行き会話の流れで自己紹介することになり、勇から気づいてもらいたくて名前は秘密にし、名前当てゲームを始める。二ヶ月半にもおよぶ期間を得て勇が名前を当てて、本当の意味で勇と未夜は10年ぶりの再会を果たす。
龍石眞昼（りゅうしゃく まひる）
クソガキの一人。バレー部に所属している活発なタイプ。
源道寺朝華（げんどうじ あさか）
クソガキの一人。現在はお嬢様学校に通っている。

## 既刊一覧

### 小説
- 館西夕木（著）・ひげ猫（イラスト） 『10年ぶりに再会したクソガキは清純美少女JKに成長していた』 オーバーラップ〈オーバーラップ文庫〉、既刊6巻（2025年4月25日現在）
  1. 2022年10月25日発売[4]、ISBN 978-4-8240-0308-9
  2. 2023年4月25日発売[5]、ISBN 978-4-8240-0464-2
  3. 2023年8月25日発売[6]、ISBN 978-4-8240-0580-9
  4. 2024年4月25日発売[7]、ISBN 978-4-8240-0793-3
  5. 2024年9月25日発売[8]、ISBN 978-4-8240-0947-0
  6. 2025年4月25日発売[9]、ISBN 978-4-8240-1147-3

### 漫画
- 緑青黒羽（漫画）・館西夕木（原作）・ひげ猫（キャラクター原案） 『10年ぶりに再会したクソガキは清純美少女JKに成長していた』 オーバーラップ〈ガルドコミックス〉、既刊1巻（2025年4月25日現在）
  1. 2025年4月25日発売[10][11]、ISBN 978-4-8240-1164-0